# Övre Selet
Övre Selet är en sjö i Vilhelmina kommun i Lappland och ingår i Ångermanälvens huvudavrinningsområde. Sjön har en area på 0,117 kvadratkilometer och ligger 574 meter över havet. Sjön avvattnas av vattendraget Ångermanälven.

## Delavrinningsområde
Övre Selet ingår i det delavrinningsområde (722996-146547) som SMHI kallar för Vid mätstation Ransaren Nedre. Medelhöjden är 655 meter över havet och ytan är 1,09 kvadratkilometer. Räknas de 49 avrinningsområdena uppströms in blir den ackumulerade arean 611,17 kvadratkilometer. Avrinningsområdets utflöde Ångermanälven mynnar i havet. Avrinningsområdet består mestadels av skog (71 procent). Avrinningsområdet har 0,12 kvadratkilometer vattenytor vilket ger det en sjöprocent på 10,9 procent.